# 銚子遊覧鉄道
銚子遊覧鉄道（ちょうしゆうらんてつどう）は、かつて観光開発を目論んで建設された銚子駅と犬吠埼を結ぶ鉄道路線を営業していた鉄道事業者である。1923年に開業した銚子鉄道（現・銚子電気鉄道）はその線形を踏襲して外川駅まで延伸し、現在の銚子電気鉄道線に至っている。

## 沿革

### 前史 - 銚子半島における鉄道計画

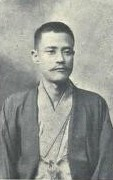
社長の浜口吉兵衛

1897年6月1日に開通した総武鉄道の開通と、漁業・醤油醸造業・石材業の繁栄に支えられた銚子界隈では、その貨物運搬と犬吠埼への観光客に応える交通基盤の整備が求められていた。総武鉄道は延長計画を1900年5月10日に外川までの延長建設を認可されたが、1904年5月12日にこの免許を返納した。1909年には、当時木更津・野田等に進められていた県営軽便鉄道の流れを受けて、銚子人車鉄道が再び県営鉄道としての実現を試みたが県の資金的援助を得るに至らず断念、再び1912年に施行された軽便鉄道補助法に着目した富士瓦斯紡績株式会社の社長であった浜口吉右衛門やヒゲタ醤油の創業者田中玄蕃等が株主となって1913年1月15日、蒸気鉄道としての運営を目指した資本金15万円の銚子遊覧鉄道株式会社（社長浜口吉兵衛）を設立、同年12月に銚子 - 犬吠間が開通した。

### 運行から廃止までとその後

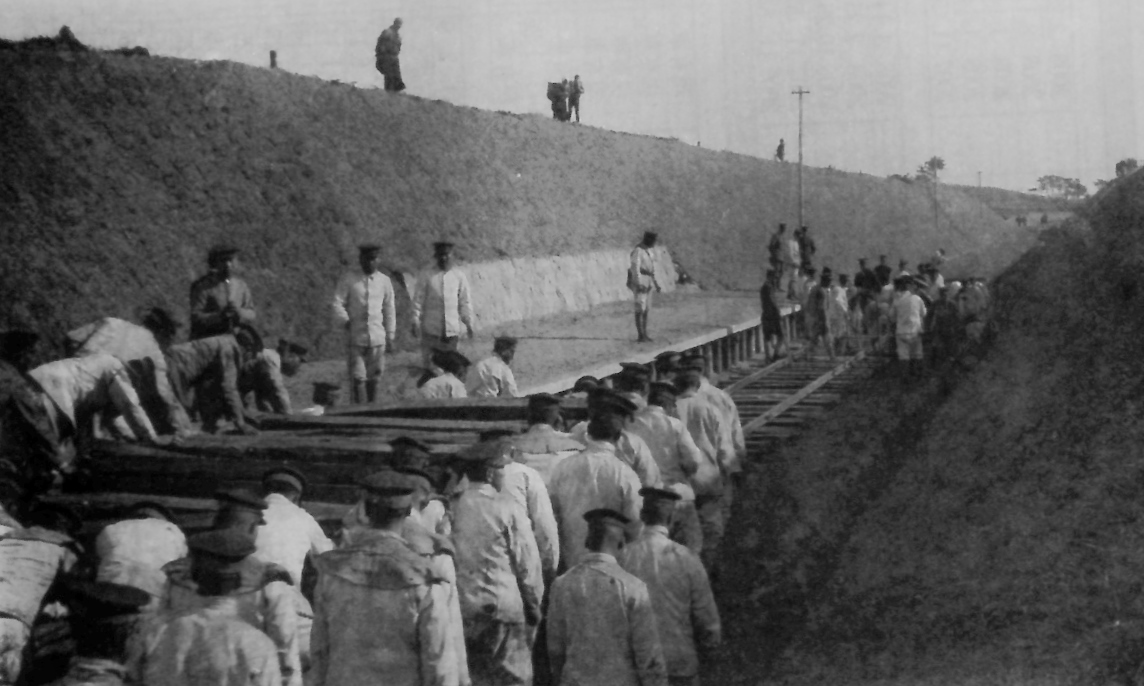
本銚子駅での敷設工事

別記の収支にあるように、開業以来3年後も赤字は累積、補助金の補填で欠損を補っていたが、初年度から鉄道の経営は難局を迎える。高神村民（現在の銚子市の犬吠埼周辺）を中心とする地元住民等の激しい反対運動が展開されたが、出資者自体が鉄道事業の運営にあかるくなく、また戦時下にあって国内における主要幹線以外の公共交通機関を維持することが資材調達と資金繰りの面から困難と判断され、経営判断によって1917年11月3日に会社株主総会で会社解散を決議、1917年の11月20日、廃止許可が認可されたその日に運行を終了している。
公式には1917年の11月30日と記されている文献もあるが、1917年11月22日附の東京日日新聞房総版 に

「銚子遊覧鉄道は維持困難を理由にいよいよ解散と決定し、廿一日から運転廃止となるので袂別の乗車をなすべく廿日午後二時廿分銚子駅発に乗り込む。列車は満員であるが、外来客はほとんど、いずれも高神・銚子の村町で、是等の人々の口からは言い合したように〝これが乗り終いでしょう・明日からは不便になりますな〟の言葉が交わされる。」

との手記があり、やはり1917年11月20日の犬吠発15時23分の列車が最終運行であると判断できる。
鉄鋼材は売却され、道床跡の土地は同社系列の旅館暁鶏館（現・ぎょうけい館）自動車部が所有するバス専用道路となった。
暁鶏館は1916年6月銚子遊覧鉄道の傘下に入った旅館業で、当時フォード社製の乗合自動車（バス）をこの専用道路に走らせたが、運賃が片道30銭と高価でもあったために定着しなかった。なお、日本最初の自動車専用道路は1918年7月に開通した函館 - 湯川村とされているので、この試みはかなり斬新だったと言える。
会社は、土地と施設の売収益による損益の回収を試み、衆議院議員であり同社の重役でもあった吉植庄一郎等を中心に国鉄総武本線の延長計画の推進を働きかけたが実現せず、6年後の1923年7月、新規に設立された銚子鉄道として再び鉄道線として外川まで延伸開通し今日に至っている。

## 運行と経営状態
開業時には一日7往復、銚子 - 犬吠間を23分で走行した。乗客数が思うように伸びず開業3か月後には列車の部分的運休、その後1914年2月5日のダイヤ改正では全区間の往復は一日に6往復、銚子 - 仲ノ町間に1往復と減便された。夏の繁忙時には臨時列車を増便運行し、観光客に対応した。

### 運賃
単位：銭
| 銚子 | 仲ノ町 | 観音 | 本銚子 | 海鹿島 | 犬吠 |
| ---- | ------ | ---- | ------ | ------ | ---- |
| 並等 | 1      | 2    | 3      | 6      | 10   |
| 二等 | 2      | 4    | 6      | 12     | 20   |

### 収支
前述の通り、補助金による補填が無ければ開業から廃線時まで赤字業績を累積していたことになる。
開業前夜には、鉄道院に収支概算として、約23,000円程度の収入を報告しており、その内訳の中でも7割を貨物輸送によって計上することを見込んでいたが、当初からその目論見が大きく外れた結果となり、その役割は4年の短命に終わった。
経営破綻は、総武本線との連携を確立させ首都圏への物資輸送を強化し銚子の産業育成に貢献することが叶わず、また第一次世界大戦の勃発による鉄鋼材の高騰という時代的背景に加えて、何よりも地場に密着したまた交通に明るい経営陣が揃っていなかったことが相乗的に災いした結果である。
|                    | 1914年  | 1915年  | 1916年  | 1917年 |
| ------------------ | ------- | ------- | ------- | ------ |
| 旅客輸送量（人）   | 256,261 | 195,231 | 211,435 | 90,863 |
| 貨物輸送量 (t)     | 2,324   | 5,511   | 5,162   | 2,678  |
| 営業収入（円）     | 12,522  | 12,521  | 12,270  | 5,695  |
| 政府補助金等（円） | 8,030   | 5,658   | 6,094   | 3,256  |
| 差引利益（円）     | 3,737   | 1,604   | 4,601   | 1,702  |
| 配当 (%)           | 1       | 1       | 1       | 1      |

## 車両

### 蒸気機関車

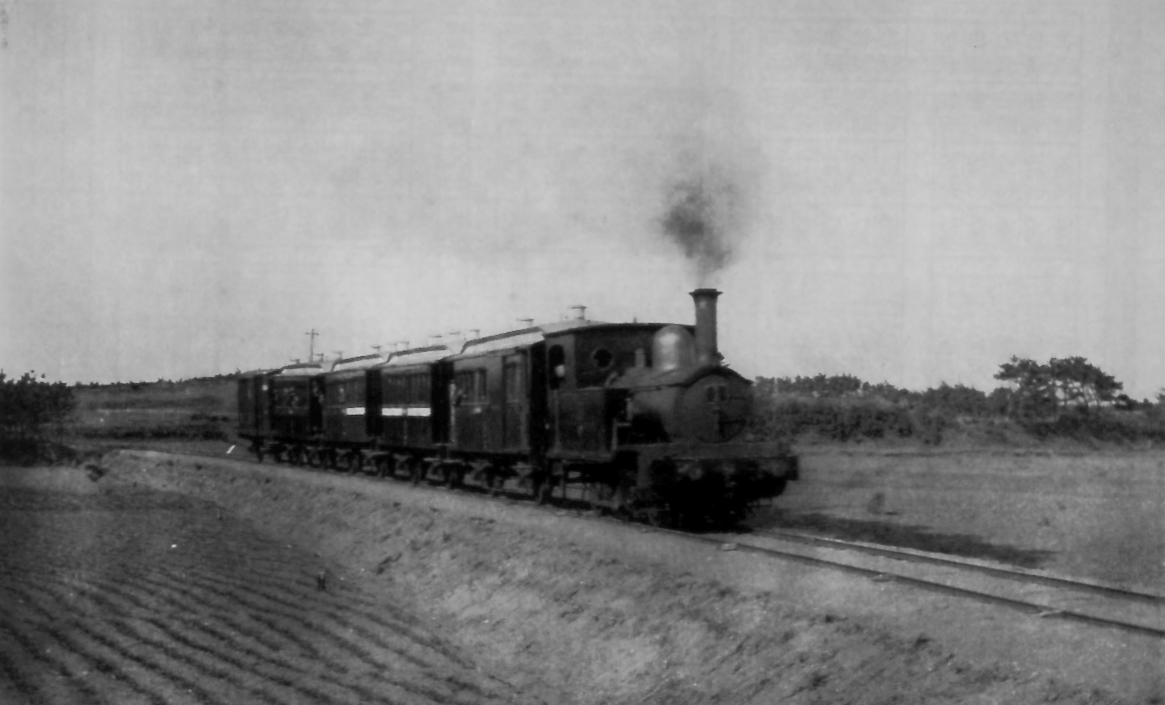
本銚子 - 海鹿島間を走る蒸気1号

開業時に、鉄道院からイギリスのナスミス・ウィルソン社製の小型輸入機関車2機を払い受けし、それぞれを1号、2号と命名した。廃線後、2機は八幡製鉄所へ売却し201号・202号として1950年代まで使用された。
【諸元】

官設鉄道I形(59)タイプ
- 全長 : 7,090mm
- 全高 : 3,429mm
- 全幅 : 2,235mm
- 車軸配置 : 0-6-0(C)
- 動輪直径 : 940mm
- シリンダー（直径×行程） : 330mm×457mm
- ボイラー圧力 : 9.8kg/cm2

【遷歴】

- 内閣鉄道局87（製造番号310）→逓信省鉄道作業局63 →1102→ 銚子遊覧鉄道 1 → 八幡製鉄所 200
- 内閣鉄道局81（製造番号307）→日本鉄道23 →1107→ 銚子遊覧鉄道 2 → 八幡製鉄所 201

### 客車
東京の天野工場（後の日本車輌製造東京支店）製ダブルルーフの木造2軸ボギー客車を4両所有していた。いずれも開業時に購入したもので認可は1913年12月20日。
オープンデッキの貫通式小型で、当時の地方私鉄用に製造された汎用タイプ。
車長26ft、自重6tは各車共通で、廃止後は陸奥鉄道へ売却されそのままの型式番号で使用された。
| 型式  | 定員             | 備考                 |
| ----- | ---------------- | -------------------- |
| ロ1   | 特等24名         |                      |
| ロハ1 | 特等12名並等14名 |                      |
| ハ1   | 並等32名         |                      |
| ハ2   | 並等18名         | 荷重6t、手用制動機付 |

### 貨車
設計認可は客車と同じ1913年12月20日であり、同じく東京の天野工場製。
荷重7tのワ1、ワプ1、ト1・2の木造2軸車の4両。
廃止後は陸奥鉄道へ客車と共に売却された。

## 現存する駅との関連
前述の通り、現在の銚子電鉄はその施設と道床を購入したため、現在でもほぼその線型と駅舎の位置関係は大幅には変わっていない。
駅名・接続路線の事業者名・駅の所在地・停車駅は廃止時点のもの。全駅千葉県海上郡に所在。
| 駅名     | 駅間キロ | 接続路線         | 備考                                                                                   | 所在地   |
| -------- | -------- | ---------------- | -------------------------------------------------------------------------------------- | -------- |
| 銚子駅   | 0.0      | 鉄道院：総武本線 | 1974年の総武本線電化の際に駅本体の移設工事で50mほど移設されている。                    | 銚子町   |
| 仲ノ町駅 | 0.5      |                  | 現存する駅舎は当時のもの                                                               | 本銚子町 |
| 観音駅   | 1.1      |                  | 現在より30mほど銚子寄りで御前鬼山の真下にあった。                                      | 本銚子町 |
| 海鹿島駅 | 3.6      |                  |                                                                                        | 高神村   |
| 犬吠駅   | 5.9      |                  | 現在より300mほど外川寄りにあり、1942年に同駅を灯台前駅に移設統合した際に廃駅となった。 | 高神村   |